# Rachel Zegler
Rachel Anne Zegler (* 3. května 2001 Hackensack, New Jersey, USA) je americká herečka. Debutovala v roli Maríi Vasquez ve filmové adaptaci West Side Story z roku 2021, kterou režíroval Steven Spielberg a napsal Tony Kushner. Za svůj výkon si Zegler vysloužila uznání kritiků a získala řadu ocenění, včetně ceny Zlatý glóbus v kategorii nejlepší herečka ve filmovém muzikálu nebo komedii, což z ní udělalo první latinskoamerickou herečku, která vyhrála, a také nejmladší vítězku v této kategorii (20 let). Kromě jiných projektů by si měla zahrát roli Sněhurky v hrané adaptaci animovaného Disneyovského filmu. V roce 2022 byla umístěna v žebříčku magazínu Forbes Top 30 pod 30 let.

## Životopis
Narodila se 3. května 2001 v Hackensacku ve státě New Jersey. Je dcerou Giny a Craiga Zeglerových. Má starší sestru Jacqueline. Její matka je kolumbijského původu. Její babička z matčiny strany emigrovala z Kolumbie do Spojených států v 60. letech 20. století. Její otec má polské předky.
Vyrostla v Cliftonu v New Jersey, kde navštěvovala přípravnou školu Sv. Filipa. Poté navštěvovala katolickou dívčí univerzitní přípravnou střední školu Immaculate Conception High School, kde hrála ve školních muzikálech roli Belle v Krásce a zvířeti (2016), roli Ariel v Malé mořské víle (2017), roli Dorothy Brock ve 42nd Street (2018) a princezna Fiona v muzikálu Shrek (2019). Za všechna čtyři představení získala nominace na Metro Award v kategorii nejlepší herečka v hlavní roli. Mezi její další role patří role Serena v muzikálu Pravá Blondýnka, role Cosette v Bídnících, role Millie v Thoroughly Modern Millie a role Mimi v muzikálu Rent. Střední školu ukončila 2. června 2019.

## Kariéra
Její kanál na YouTube je aktivní od července 2015 a díky němu získala pozornost publiku. V roce 2020 nasbíralo její video s cover verzí písničky „Shallow“ z filmu Zrodila se hvězda, přes 11 milionů zhlédnutí.
V lednu 2018 zveřejnil režisér Steven Spielberg prostřednictvím Twitteru výzvu k otevřenému castingu na novou filmovou adaptaci West Side Story. Zegler, tehdy 16letá, odpověděla na tweety castingového režiséra videí, na nichž zpívá skladby „Tonight “ a „I Feel Pretty “ Zegler byla vybrána z více než 30 000 uchazečů na roli Maríi. Její filmový výkon sklidil pozitivní ohlasy kritiků i řadu ocenění, včetně ceny Zlatý glóbus v kategorii nejlepší herečka ve filmové komedii nebo muzikálu. Toto vítězství učinilo Zegler první herečkou kolumbijského původu, která vyhrála v této kategorii, a také nejmladší vítězkou v této kategorii (ve 20 letech). Zegler se připojila k obsazení filmu Shazam! Hněv bohů a v roli Sněhurky se objeví ve hrané verzi animovaného filmu Disney, po boku Gal Gadotové.
V roce 2022 byla zařazena do žebříčku magazínu Forbes Top 30 pod 30 let.

## Filmografie

### Film
| Rok  | Název                     | Role             | Poznámky |
| ---- | ------------------------- | ---------------- | -------- |
| 2021 | West Side Story           | Maria Vasquez    |          |
| 2023 | Shazam! Hněv bohů         | Anthea           |          |
| 2023 | Balada o ptácích a hadech | Lucy Gray        |          |
| 2024 | Y2K                       | Laura            |          |
| 2024 | Zakletí                   | princezna Ellian |          |
| 2025 | Sněhurka                  | Sněhurka         |          |

### Televize
| Rok  | Název                   | Role                   | Poznámky |
| ---- | ----------------------- | ---------------------- | -------- |
| 2021 | Talk show George Lucase | Peach Farmer/sama sebe | 2 díly   |
| 2021 | Graham Norton Show      | sama sebe              | 1 díl    |

### Divadlo
| Rok  | Název                          | Role    | Poznámky |
| ---- | ------------------------------ | ------- | -------- |
| 2021 | Newton's Cradle: A Ghost Story | Chelsea | online   |

### Hudební video
| Rok  | Název                                            | Role                | Umělec            |
| ---- | ------------------------------------------------ | ------------------- | ----------------- |
| 2020 | „Nostalgic for the Moment (Dance Party Edition)“ | kamarádka/tanečnice | Kathryn Gallagher |
| 2021 | „Sam's Idea“                                     | hlas v telefonu     | Pomplamoose       |